# Rogožarski AŽR
Rogožarski AŽR (srbsky: Рогожарски АЖР) bylo jugoslávské jednomotorové dvoumístné sportovní a turistické letadlo, ale v prvé řadě mělo být používáno jako cvičné letadlo pro výcvik vojenských pilotů v letectvu Království Jugoslávie. Letoun vznikl v roce 1930, byl navržen a postaven v bělehradské továrně Prva Srpska Fabrika Aeroplana Živojin Rogožarski. Bylo to první letadlo vlastní konstrukce vyrobené továrnou Rogožarski.

## Vznik a vývoj
Živojin Rogožarski během svého pobytu ve Vídni pracoval v letecké továrně Lloyd a získal základní znalosti o konstrukci letadel. Dílna „Rogožarski“ byla přejmenována 21. dubna 1924 na továrnu s názvem První srbská továrna letadel Živojin Rogožarski v Bělehradě. V prvních letech se továrna zabývala výrobou licenčních letounů Hansa-Brandenburg B.I a Hansa-Brandenburg C.I.  Dvouplošník AŽR (Avion Živojin Rogožarski) byl navržen německým inženýrem Williamem Schusterem, konstruktérem firmy Rogožarski v roce 1929. První zkušební let provedl tovární zkušební pilot Bogomil Jaklič 5. listopadu 1930. Letoun 23. dubna 1931 získal imatrikulaci UN-PAU, která později (v roce 1935) byla změněna na YU-PAU.
Tento letoun byl postaven jako výcvikový a měl nahradit zastaralý model Hansa-Brandenburg C.I.

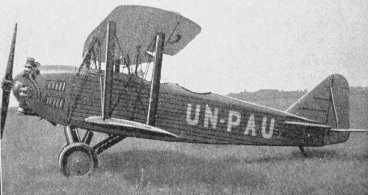
Rogožarski AŽR s motorem Walter Castor I.

## Popis letounu
Dvojmístný dvojplošník byl určen pro pokračovací výcvik a jako průzkumný letoun. Letoun měl nestejně veliká křídla, dolní bylo menší než horní křídlo. Posádka (pilot a instruktor) seděla v kokpitech v tandemovém uspořádání. Letadlo bylo vybaveno zdvojeným řízením. Trup obdélníkového průřezu byl vyroben ze dřeva a byl pokryt překližkou a plátnem. Dřevěná křídla potažená plátnem měla zaoblené konce, byla spojena na konci křídel dvojicí kovových vzpěr a drátových napínáků. Podvozek byl pevný, beznápravový.
Letoun byl vybaven hvězdicovým vzduchem chlazeným sedmiválcovým motorem Walter Castor o výkonu 240 k.

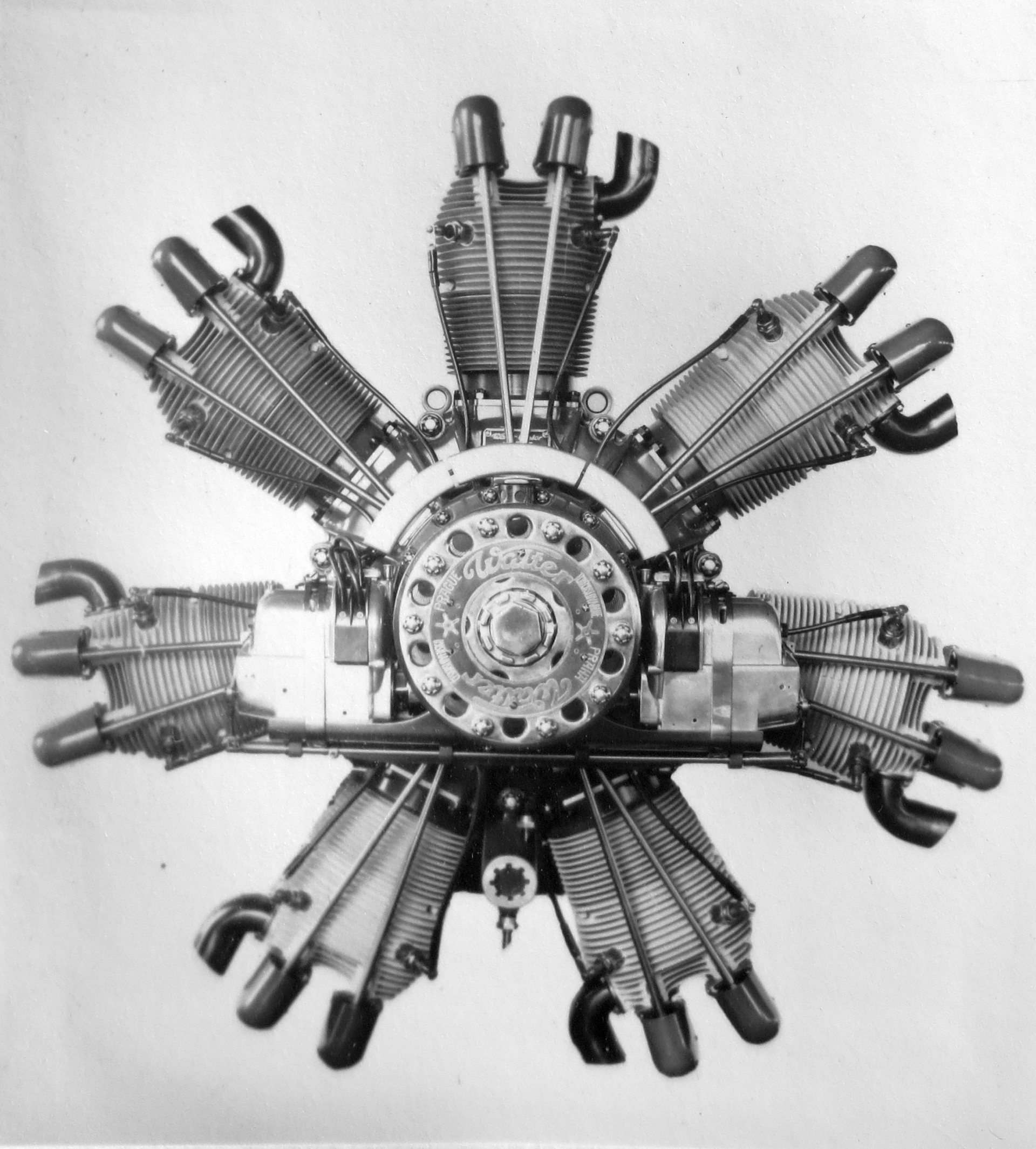
Walter Castor I. (1928)

## Použití
Po dokončení výrobních zkoušek bylo letadlo zkontrolováno Jugoslávskou královskou komisí leteckých sil, ale neschválilo sériovou výrobu kvůli řadě nedostatků v letových vlastnostech a ovladatelnosti. Letadlo bylo použito pouze v roce 1931 pro reklamní účely, demonstrační lety a k účasti na leteckých show. Také se zúčastnil soutěže o Královský pohár Alexandra I. Karađorđeviće a v továrně stále doufali, že se s armádou dohodnou. To se však nestalo. Rogožarski od dalšího vývoje tohoto letounu upustil a prototyp nechal zaregistrovat jako civilní letadlo. Rogožarski AŽR byl používán továrnou, ale povětšinou stál ve svém hangáru a čekal na lepší dny.
Mezitím za světové hospodářské krize byla i v Jugoslávii ekonomická situace taková, že došlo k výraznému poklesu objednávek a i navzdory bankovním půjčkám, společnost v roce 1933 zkrachovala. Hlavní věřitel General Trade Bank na začátku roku 1934 převzal kontrolu nad společností a založil novou akciovou společnost se starým názvem. Vedení společnosti bylo svěřeno mladému a schopnému týmu, ve kterém technický management závodu převzal již osvědčený konstruktér Sima Milutinovič. Situace se zlepšila až v létě 1934, kdy jugoslávské letectvo konečně zakoupilo letoun AŽR za poměrně vysokou cenu, a tak pomohlo Rogožarskému z finanční tísně.
Letoun Rogožarski AŽR byl používán jako výcvikový letoun až do roku 1937.

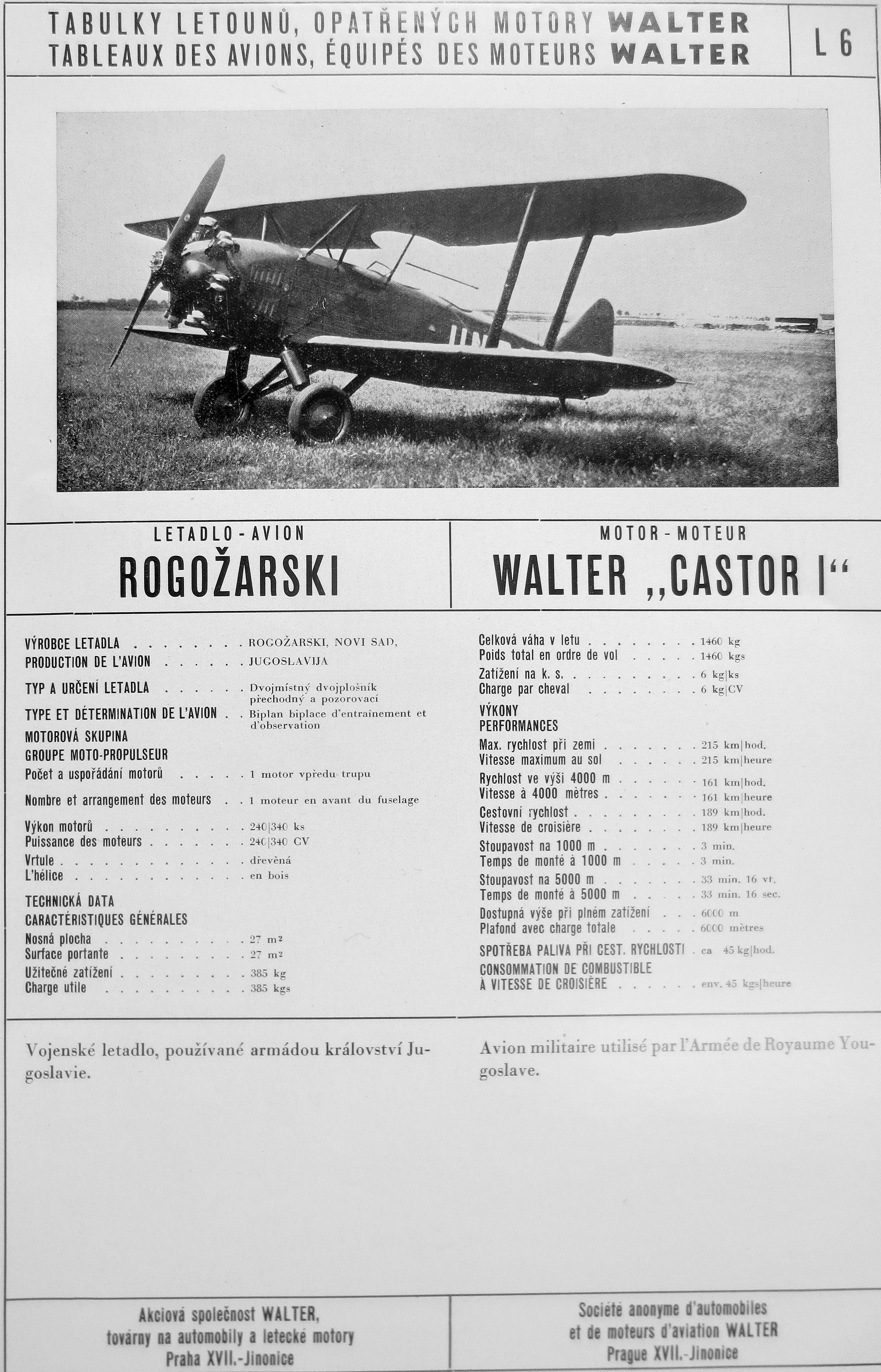
Rogožarski AŽR, cvičný letoun (1930)

## Uživatelé
- Království Srbů, Chorvatů a Slovinců
  - Prva Srpska Fabrika Aeroplana Živojin Rogožarski
  - Jugoslávské královské letectvo

## Specifikace
Údaje dle

### Technické údaje
- Posádka: 2
- Rozpětí horního křídla: 10,55 m
- Rozpětí dolního křídla: 8,50 m
- Délka: 7,55 m
- Výška: 3,05 mm
- Nosná plocha: 27,00 m2
- Hmotnost prázdného letounu: 859 kg
- Vzletová hmotnost: 1 460 kg
- Pohonná jednotka: hvězdicový vzduchem chlazený sedmiválcový motor Walter Castor
- Výkon:
  - vzletový: 260 k (191,2 kW) při 1850 ot/min
  - jmenovitý: 240 k (179 kW) při 1750 ot/min
- Spotřeba paliva při cest. rychlosti: 45 kg/h
- Vrtule: dvoulistá dřevěná s pevnými listy

### Výkony
- Maximální rychlost: 215 km/h
- Cestovní rychlost: 189 km/h
- Rychlost ve výšce 4000 m: 161 km/h
- Nejmenší rychlost: 90 km/h
- Dostup: 6 000 m
- Dolet: 745 km
- Stoupavost: 4,78 m/s, do 1000 m 3 min., do 5000 m 33 min. 16 s.